# Mount Rushmore

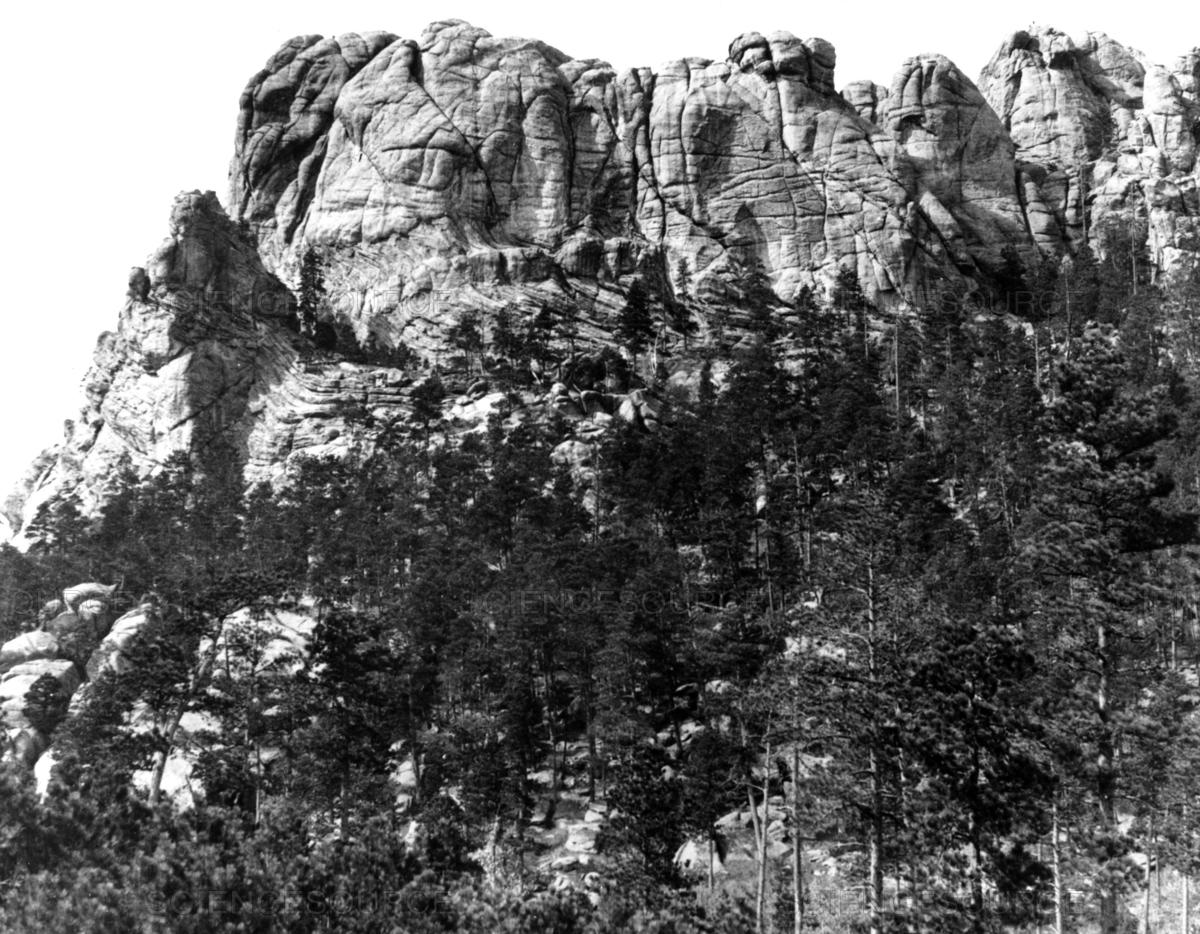
Góra Rushmore nim nastąpiły prace

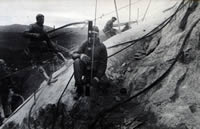
Robotnik podczas procesu produkcyjnego

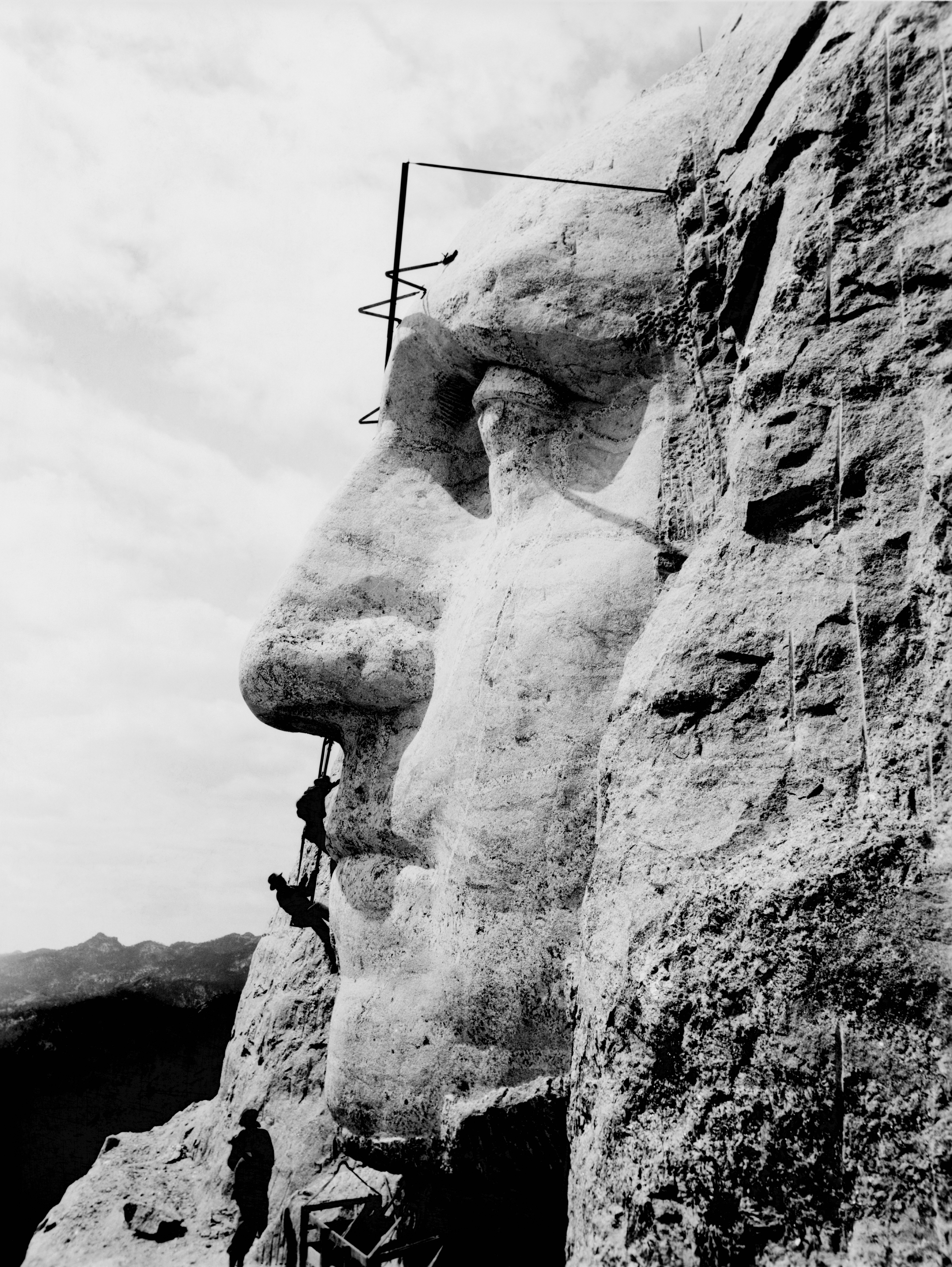
Rzeźbienie głowy Waszyngtona

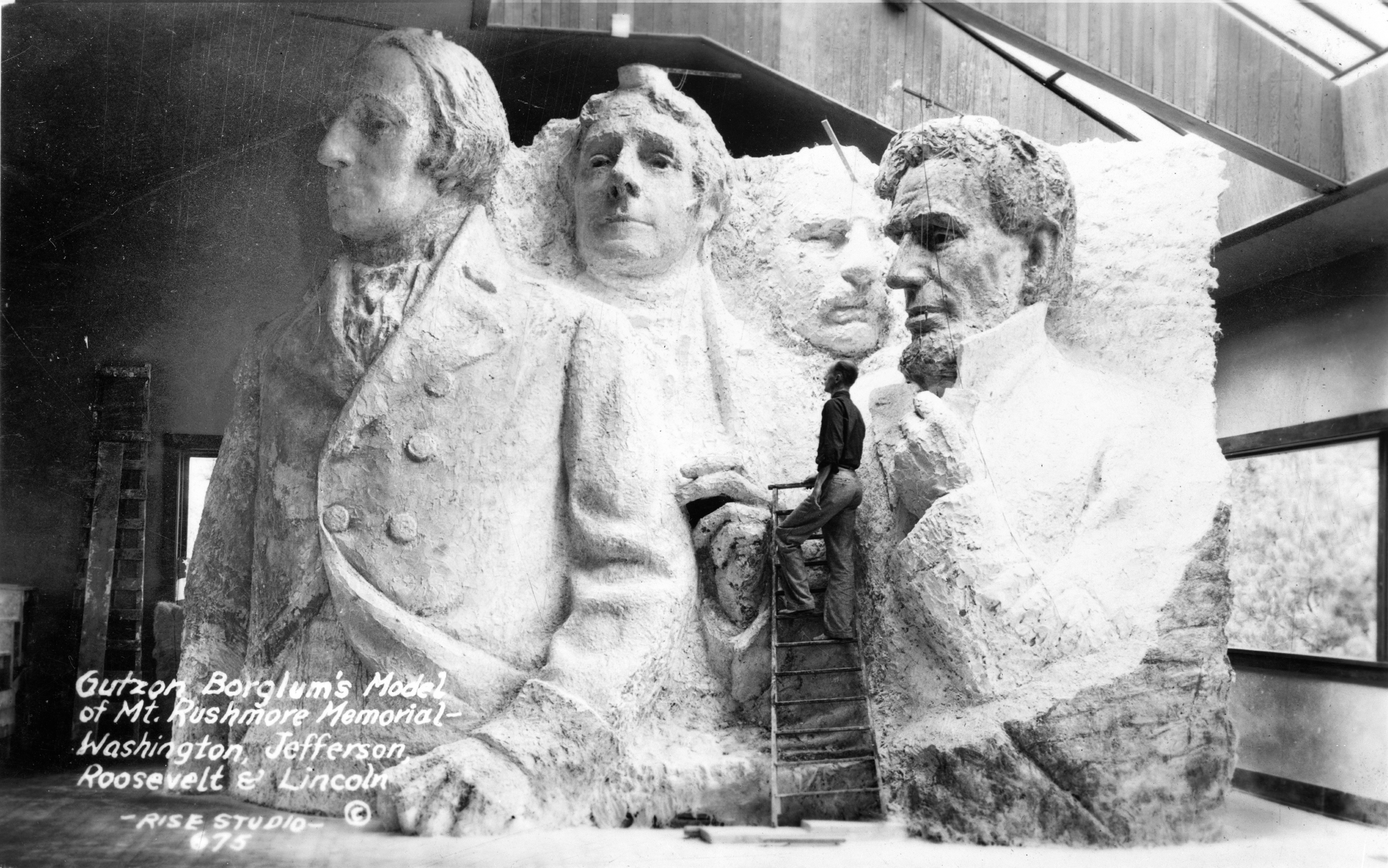
Gutzon Borglum przed projektem. Jak widać, planowano ująć prezydentów do pasa

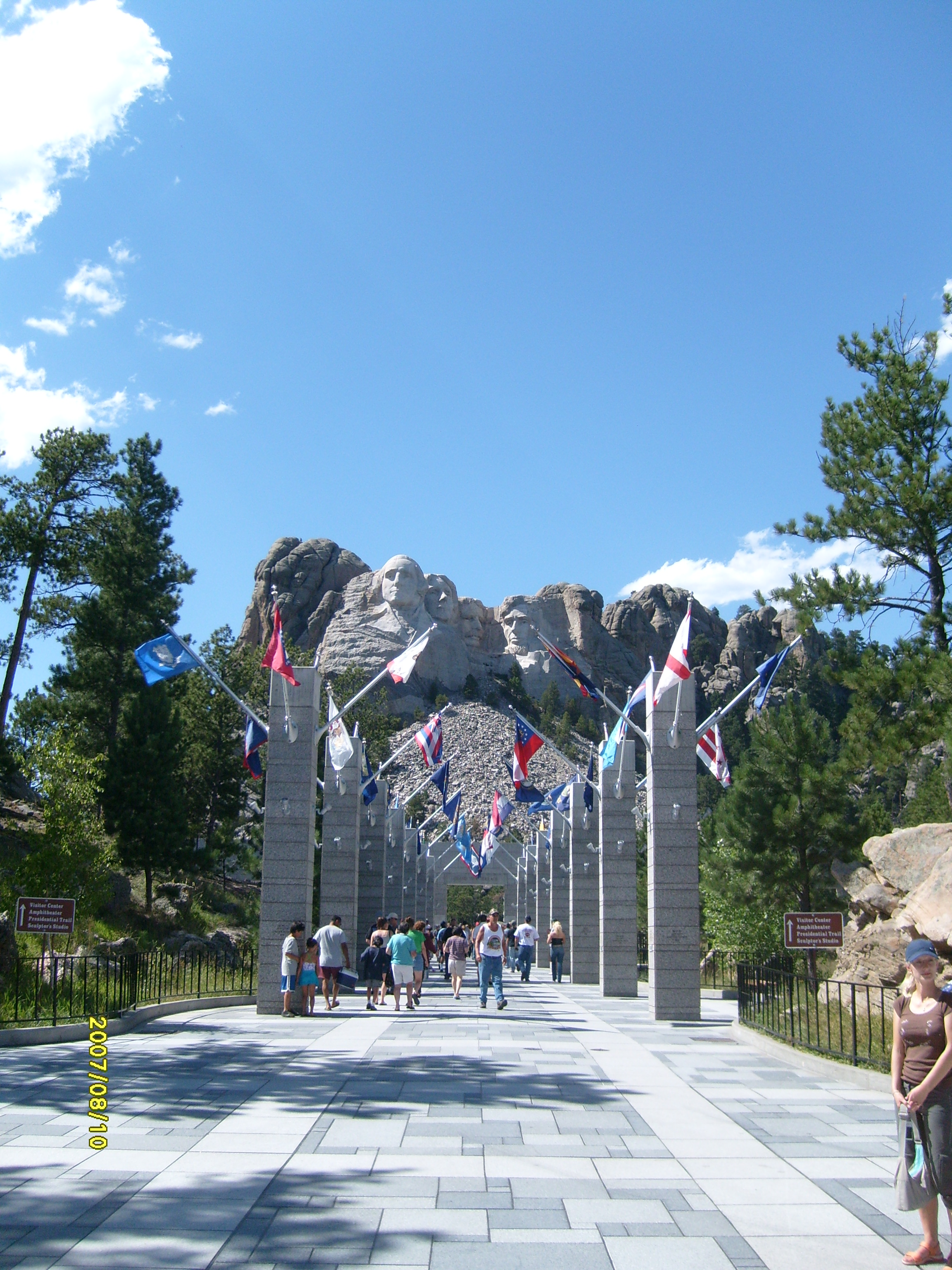
Aleja prowadząca do Mount Rushmore

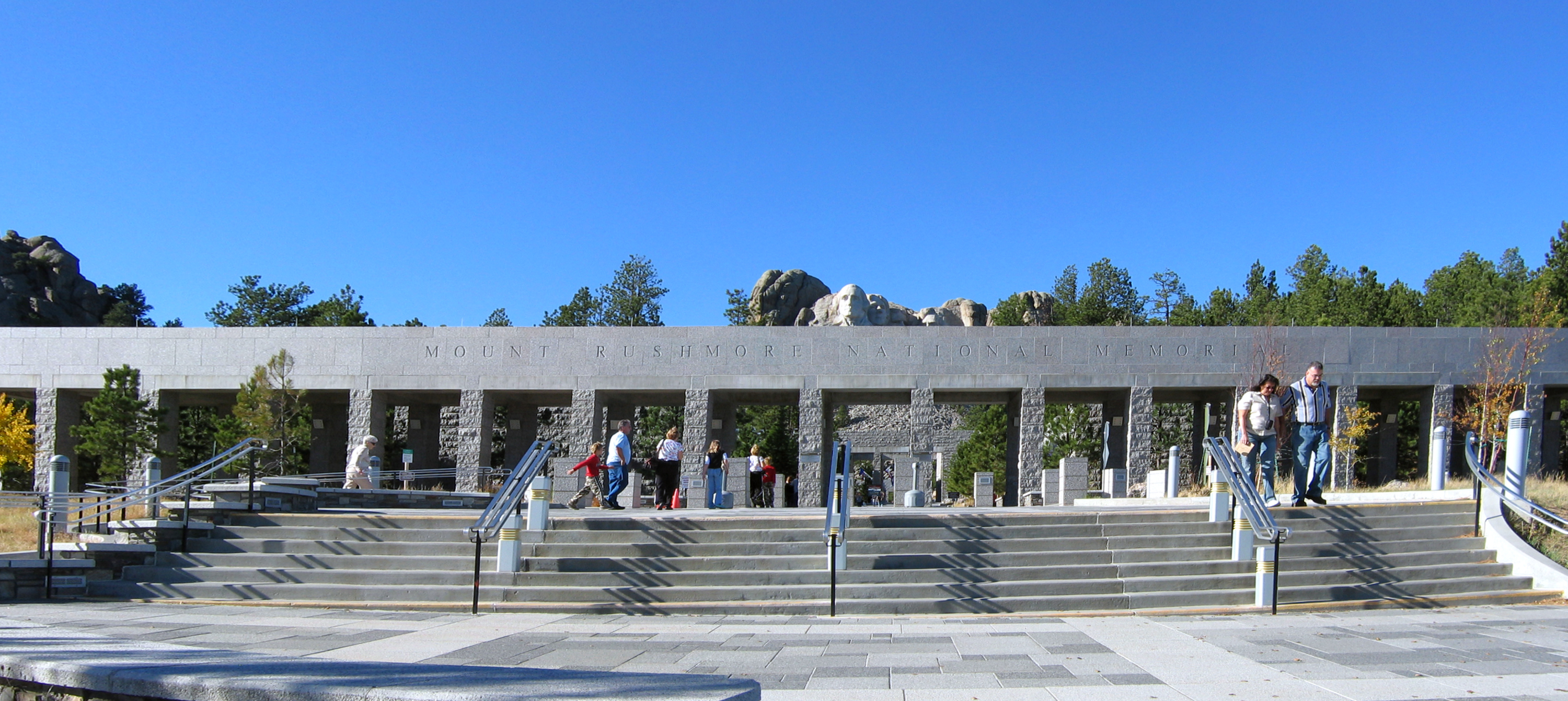
Wejście dla zwiedzających

Mount Rushmore (Góra Rushmore) – góra leżąca w Black Hills w hrabstwie Pennington na zachodzie stanu Dakota Południowa, w której w latach 1927–1941 wykuto pomnik o nazwie Mount Rushmore National Memorial.
Pomnik składa się z czterech głów prezydentów USA, szczególnie znaczących dla historii tego kraju. Każde popiersie ma wysokość około 18 metrów. Przedstawieni tam prezydenci to (od lewej): George Washington (początek budowy 1930), Thomas Jefferson (1936), Theodore Roosevelt (1939) oraz Abraham Lincoln (1937).
Pomnik wykuwany był przez 14 lat (1927–1941), w głównej mierze przez rzeźbiarza Gutzona Borgluma (1867–1941), w granitowej skale Mount Rushmore, za pomocą ładunków wybuchowych, młotów i ciężkiego sprzętu. Do pomocy miał przydzielonych blisko 400 robotników i rzeźbiarzy, wśród których znajdował się także późniejszy twórca pomnika Szalonego Konia – Korczak Ziółkowski. Borglum zmarł na 7 miesięcy przed zakończeniem prac, a rzeźbę dokończył jego syn, Lincoln.
Tubylczy Amerykanie, w szczególności Dakotowie, postrzegają go jako bezczeszczenie ich miejsc świętych.
Około 15 kilometrów na południowy zachód w linii prostej od Mount Rushmore znajduje się Pomnik Szalonego Konia.

## Historia powstania pomnika Mount Rushmore
Góra, niegdyś znana członkom indiańskiego plemienia Dakotów jako Sześciu Dziadków (ang. Six Grandfathers), została w 1885 przemianowana na Mount Rushmore – na cześć wybitnego nowojorskiego prawnika Charlesa E. Rushmore’a, pierwotnie związanego z miejscowymi poszukiwaczami złota. Początkowo projekt wykonania rzeźby na Mount Rushmore miał się przysłużyć zwiększeniu ruchu turystycznego w górach Black Hills, w Dakocie Południowej. Po długich negocjacjach prowadzonych pomiędzy przedstawicielami Kongresu a prezydentem Calvinem Coolidge’em projekt został zatwierdzony przez Kongres. Podczas prowadzenia prac, które rozpoczęły się w 1927 i trwały 14 lat, zdarzały się wypadki, ale szczęśliwie obyło się bez ofiar śmiertelnych.
W czasach, gdy występowała jeszcze pod nazwą Six Grandfathers, góra znalazła się na trasie obranej w ramach duchowej podróży przez przywódcę plemienia Dakotów, Czarnego Łosia (ang. Black Elk), prowadzącej na szczyt Harney Peak. Na skutek kilku kampanii zbrojnych prowadzonych w latach 1876–1877, Stany Zjednoczone zyskały kontrolę nad tym obszarem, ale nadal kwestionuje się ich prawo do tych terenów w oparciu o traktat podpisany w Fort Laramie w 1868. Biali osadnicy amerykańscy znali górę pod różnymi nazwami, na przykład: Cougar Mountain, Sugarloaf Mountain, Slaughterhouse Mountain, czy Keystone Cliffs. Jej obecna nazwa została nadana podczas wyprawy poszukiwawczej Charlesa E. Rushmore’a, Davida Swanzeya (szwagier pisarki Laury Ingalls Wilder, autorki powieści Domek na prerii), oraz Billa Challisa.
W 1923 historyk Doane Robinson, chcąc przyczynić się do rozwoju turystyki w Dakocie Południowej, zaproponował wykucie monumentu Mount Rushmore. W 1924 Robinson nakłonił rzeźbiarza Gutzona Borgluma do odwiedzenia rejonu Black Hills, by ten ocenił, czy wprowadzenie tego pomysłu w życie będzie możliwe do wykonania. Wcześniej Borgluma zatrudniono do wykonania Stone Mountain w mieście o tej samej nazwie w Georgii – olbrzymiej płaskorzeźby upamiętniającej przywódców Konfederacji – jednak projektu nie udało się zrealizować ze względu na brak porozumienia z władzami miasta. Początkowo planowano wykuć pomnik w granitowych ostańcach zwanych Needles, jednak te, zdaniem Borgluma, powstałe w wyniku erozji, były zbyt cienkie by w nich rzeźbić. Wybrał więc większą Mount Rushmore, której południowo-wschodnia ekspozycja stoków gwarantowała duże nasłonecznienie. Na widok góry zareagował słowami „Cała Ameryka zobaczy ten horyzont”. 3 marca 1925 Kongres zatwierdził projekt Mount Rushmore National Memorial. Prezydent Coolidge nalegał, by obok Washingtona uwieczniono dwóch prezydentów reprezentujących republikanów oraz jednego demokratę.
Między 4 października 1927 a 31 października 1941 Gutzon Borglum wraz z 400 robotnikami i rzeźbiarzami ukończył olbrzymi 18-metrowy monument przedstawiający prezydentów: George’a Washingtona, Thomasa Jeffersona, Theodore’a Roosevelta oraz Abrahama Lincolna. Ich oblicza symbolizują pierwsze 150 lat historii Stanów Zjednoczonych. Prezydentów wybrał Borglum, kierując się ich wkładem w utrzymanie Republiki oraz zasługami związanymi z poszerzeniem terytorium (narodziny kraju – Washington; ekspansjonizm terytorialny, zakup Luizjany – Jefferson; zachowanie jedności – Lincoln; dominacja, budowa kanału Panamskiego – Roosevelt). Początkowo na prawo od Washingtona miał znaleźć się Thomas Jefferson, ale po rozpoczęciu prac zadecydowano, że skała w tym miejscu nie jest dobrym materiałem pod rzeźbę; Jeffersona umieszczono więc po lewej, a pierwotne ślady pracy z prawej strony zatuszowano.
W 1933 pieczę nad Mount Rushmore przejęła Służba Parków Narodowych. Inżynier Julian Spotts pomagał przy realizacji projektu, poprawiając jego infrastrukturę. Dla wygody robotników usprawnił działanie kolei liniowej, co umożliwiło pracę na samym szczycie góry. 4 lipca 1934 ukończono wizerunek Washingtona, w 1936 Thomasa Jeffersona, a rok później, 17 września, Abrahama Lincolna. W 1937 do Kongresu trafił projekt, którego autorzy proponowali umieszczenie dodatkowo głowy przywódczyni ruchu praw obywatelskich – Susan B. Anthony. Uniemożliwiła to jednak poprawka do ustawy budżetowej, według której fundusze federalne mogły zostać przeznaczone wyłącznie na ukończenie pomników, których budowę już rozpoczęto. W 1939 skończono prace nad podobizną Roosevelta.
W tym samym roku pod nadzorem Borgluma utworzono Sculptor’s Studio – wystawę unikatowych modeli gipsowych oraz narzędzi związanych z rzeźbiarstwem. Borglum zmarł na zator w marcu 1941. Kontynuacją prac nad projektem zajął się jego syn Lincoln Borglum. Początkowo planowano wyrzeźbienie postaci od głowy po pas, jednak nie pozwoliły na to ograniczone fundusze. Borglum zamierzał również umieścić ogromną płytę w kształcie Luizjany z czasów jej zakupu, ozdobioną pozłacanymi dwuipółmetrowymi literami, upamiętniającą Deklarację Niepodległości, amerykańską Konstytucję, zakup Luizjany oraz siedem innych nabytków terytorialnych, między innymi zakup Alaski, Teksasu i Strefy Kanału Panamskiego.
Całkowity koszt projektu wyniósł 98 999 232 dolarów. Na szczególną uwagę zasługuje fakt, że w czasie trwania prac nad tym ogromnym przedsięwzięciem żaden robotnik nie zginął.
15 października 1966 Mount Rushmore została wpisana do amerykańskiego Narodowego Rejestru Miejsc Historycznych. W 1973 na tabliczce z brązu przymocowanej do belkowania umieszczono esej studenta z Nebraski, Williama Andrew Burketta, wyłonionego w 1934, jako zwycięzcę w akademickiej kategorii wiekowej. W 1991 prezydent George H.W. Bush dokonał oficjalnego odsłonięcia Mount Rushmore.
Za wyrzeźbionymi twarzami znajduje się kanion z komnatą wykutą w skale na głębokość jedynie 21 metrów, zawierającą szesnaście emaliowanych porcelanowych płyt. Umieszczono na nich tekst Deklaracji Niepodległości, Konstytucji, biografie czterech prezydentów oraz Borgluma, a także historię Stanów Zjednoczonych. Komnatę stworzono w 1998 jako przedsionek do „Sali Pamiątkowych Wpisów”, której budowa była w planach.
W 1998 dziesięć lat procesu przebudowy zostało zwieńczonych ukończeniem chodników oraz różnych obiektów dla zwiedzających, takich jak Centrum Zwiedzających, muzeum Lincolna Borgluma czy Szlaku Prezydenckiego. Co roku w celu konserwacji zabytku wspinacze górscy badają go pod kątem pęknięć i wypełniają te istniejące, jednak z monumentu nie usuwa się regularnie porostów – miało to miejsce tylko raz. 8 lipca 2005 Kärcher, niemiecki producent maszyn czyszczących, przeprowadził bezpłatne oczyszczanie za pomocą strumienia wody pod ciśnieniem o temperaturze 93 °C.

## Turystyka
Turystyka znajduje się na drugim miejscu wśród najbardziej dochodowych gałęzi przemysłu Dakoty Południowej, a Mount Rushmore stanowi główną atrakcję turystyczną tego regionu. W 2004 pomnik zobaczyło ponad 2 miliony zwiedzających. Największą liczbę turystów Rushmore przyciąga podczas corocznego, tygodniowego wyścigu motocyklistów – Sturgis Motorcycle Rally; to tutaj także odbywają się koncerty finałowe organizowane przez Rushmore Music Camp.

## Mount Rushmore w filmie
- W dreszczowcu szpiegowskim Alfreda Hitchcocka pod tytułem Północ, północny zachód z 1959, głowy prezydentów pełnią funkcję scenografii dla finałowej sceny filmu[10].
- W filmie przygodowym z 2007 Skarb narodów: Księga tajemnic, Rushmore pełni funkcję ukrytego mechanizmu do wrót prowadzących do legendarnego Złotego Miasta, sekretnego miejsca zbudowanego przez Indian na terenie Stanów Zjednoczonych.
- Góra posłużyła również w filmie Richie milioner z 1994, gdzie zamiast głów prezydentów widniał obraz najbogatszej rodziny Richów.
- Mount Rushmore występuje także w komedii Marsjanie atakują! z roku 1996, gdzie w jednej ze scen tytułowi Marsjanie zamieniają wizerunki prezydentów na swoje podobizny za pomocą lasera.
- W filmie animowanym Wielka ucieczka Misia Yogi balon, w którym lecą Yogi, Bubu oraz trzy małe niedźwiadki, uderza w nos Lincolna.
- W serialu animowanym Ben 10, na tej górze znajduje się jedna z wielu baz „Hydraulików”.
- W serialu animowanym Naruto w Konoha znajduje się skała, na której widnieją wizerunki hokage – przywódców wioski.
- W jednym z odcinków Fineasza i Ferba – Fretka traci głowę akcja dzieje się na Mount Rushmore, a tytułowi bohaterowie wykonują urodzinowy prezent dla swojej siostry Fretki, rzeźbiąc jej głowę na górze.
- W jednym z odcinków serialu komediowego Alf, do pomników prezydentów, dodana zostaje głowa tytułowego Alfa.
- W jednym z odcinków serialu animowanego Laboratorium Dextera odbywa się walka pomiędzy ożywionymi głowami i ciałami Washingtona i Lincolna.
- Motyw Mount Rushmore pojawił się także w filmie Superman II z 1980.
- W filmie animowanym Asterix podbija Amerykę bohaterowie napotykają się na górę z wyrzeźbionymi podobiznami wodzów indiańskich.
- Góra Rushmore pojawia się również w filmie Klopsiki i inne zjawiska pogodowe, w scenie przedstawiającej bombardowanie ciastem Lincoln dostaje nim w tył głowy co symbolizuje sposób w jaki zginął.